# ریچارد رابرتس
ریچارد جان رابرتس (به انگلیسی: Sir Richard John Roberts) (متولد ۶ سپتامبر ۱۹۴۳ در داربی، انگلستان) یک بیوشیمیست و زیست‌شناس مولکولی اهل انگلستان است که در سال ۱۹۹۳ جایزه نوبل فیزیولوژی و پزشکی را به خاطر کار روی اینترونها برد.
او یک خداناباور است.